# Castoroides
Genre
Espèces de rang inférieur
- † Castoroides leiseyorum
- † Castoroides ohioensis

Le genre Castoroides regroupe deux espèces éteintes de castoridés géants de la sous-famille des Castoroidinae. 
Elles vivaient en Amérique du Nord (Mégafaune d'Amérique du Nord) durant le Pléistocène (Mégafaune du Pléistocène :
- † Castoroides leiseyorum - Castor géant de Floride ;
- † Castoroides ohioensis (appelé aussi Castoroides nebrascensis), (États-Unis et Canada) - Castor géant du Nebraska.

Elles ont disparu à la fin du Pléistocène, il y a environ 11 700 ans.

## Description
Ces castors se nourrissaient de plantes aquatiques (macrophytes) submergées. Leur masse atteignait 100 kilos.
À la différence des castors modernes il semble que Castoroides ne se nourrissait pas de bois, ni ne coupait des arbres pour construire des barrages.